# Ngô Thì Chí
Ngô Thì Chí (吳時俧, 1753 - 1788) là nhà văn Việt Nam ở thế kỷ 18 thời Lê trung hưng

## Tiểu sử
Ngô Thì Chí tên chữ là Học Tốn, hiệu là Uyên Mật, là người làng Tả Thanh Oai, huyện Thanh Oai, trấn Sơn Nam (nay là thuộc huyện Thanh Trì, Thành phố Hà Nội).
Ông là con trai thứ hai của Ngô Thì Sĩ, và là em ruột Ngô Thì Nhậm. Thi Hương, ông đỗ Á nguyên, làm quan đến chức Thiêm thư bình chương tỉnh quốc.
Khi Nguyễn Huệ kéo quân ra Bắc Hà lần thứ hai (1788), Ngô Thì Chí chạy theo vua Lê Chiêu Thống. Lúc bấy giờ ông có dâng lên nhà vua bản Hưng trung sách (Sách lược trung hưng), bàn kế khôi phục nhà Lê.
Sau đó, nhà vua bèn phái ông lên Lạng Sơn (nơi cha ông làm Đốc trấn trước đây) chiêu mộ quân để chống lại quân Tây Sơn, nhưng ông đi tới huyện Phượng Nhỡn thì ốm nặng và mất ở huyện Gia Bình (Bắc Ninh) năm 1788. Khi ấy, ông mới 35 tuổi.

## Tác phẩm
Tác phẩm của Ngô Thì Chí có:
- Học Phi thi tập
- Học Phi văn tập
- Quốc sử tiệp lục
- Hào thiên khoa sớ (Tập sớ khóc cùng trời cao).[2]

Và 7 hồi đầu của quyển Hoàng Lê nhất thống chí.
Nhìn chung thơ văn ông đều trong sáng, giản dị, chân thành. Riêng văn xuôi thì càng trôi chảy, tự nhiên, mạch lạc...

## Sách tham khảo
- Nguyễn Thạch Giang (chủ biên), Văn học thế kỷ 18. Nhà xuất bản Khoa học Xã hội, 2004.
- Phạm Tú Châu, mục từ Phạm Thì Chí trong Từ điển văn học (bộ mới). Nhà xuất bản Thế giới, 2004.
- Trần Văn Giáp, Tìm hiểu kho sách Hán Nôm (Tập 1 và 2 in chung). Nhà xuất bản Khoa học Xã hội, 2003.
- Nguyễn Q. Thắng-Nguyễn Bá Thế, Từ điển nhân vật lịch sử Việt Nam. Nhà xuất bản Khoa học Xã hội, 1992.